# كأس إنترتوتو 1986
كأس إنترتوتو 1986 هو الموسم 26 من كأس إنترتوتو. فاز فيه نادي لينغبي.